# Carmen del Sauce
Carmen del Sauce es una localidad argentina ubicada en el departamento Rosario de la provincia de Santa Fe. Se encuentra sobre la ruta provincial 25, 2 km al este de Acebal y 40 km al sur de Rosario. Declarada lugar histórico provincial, es uno de los pueblos más antiguos del departamento, teniendo sus orígenes en una posta fundada en 1803. Su principal actividad económica es la agricultura, destacándose siete cerealeras en la zona.

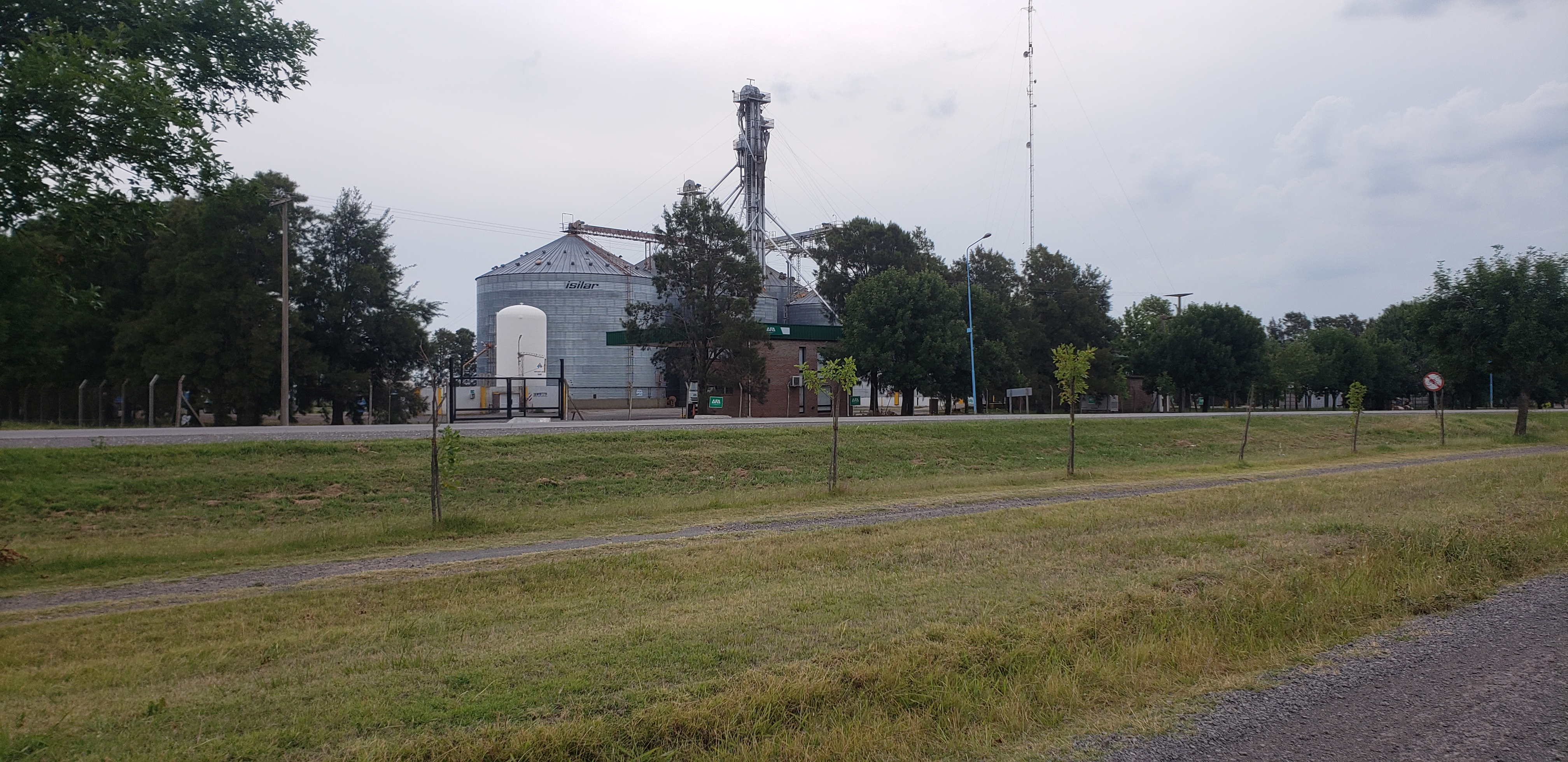
Silo de la AFA en Carmen del Sauce

## Gobierno
La Presidente comunal es Graciela Lucci de Unidos para Cambiar Santa Fe.

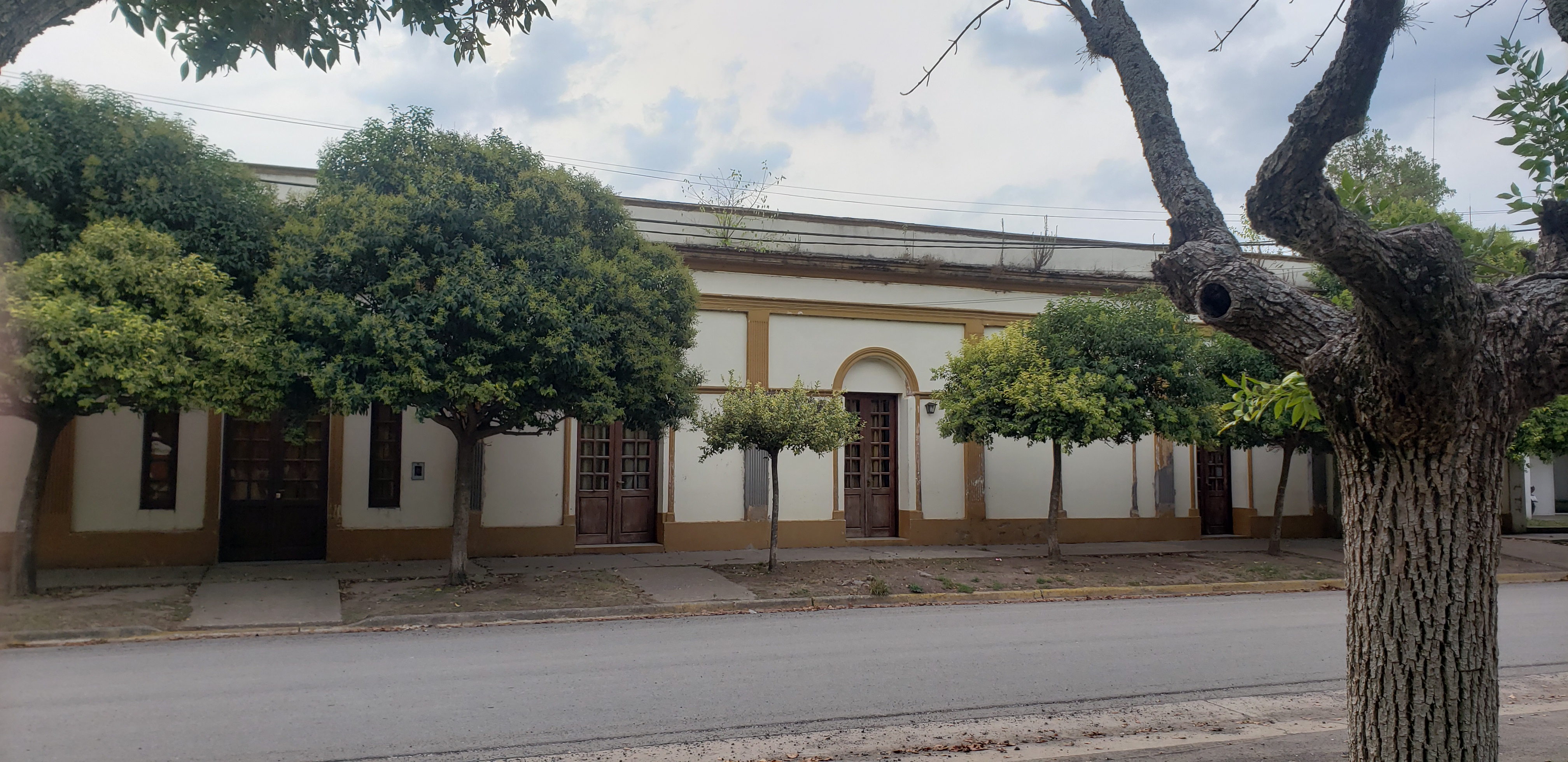
Comuna de Carmen del Sauce

## Historia
En mayo de 1803 se fundó la posta de Puestos de Medina en este paraje, en el Camino Real que unía Buenos Aires con Cuyo, por ello paró José de San Martín en la misma en 1819.

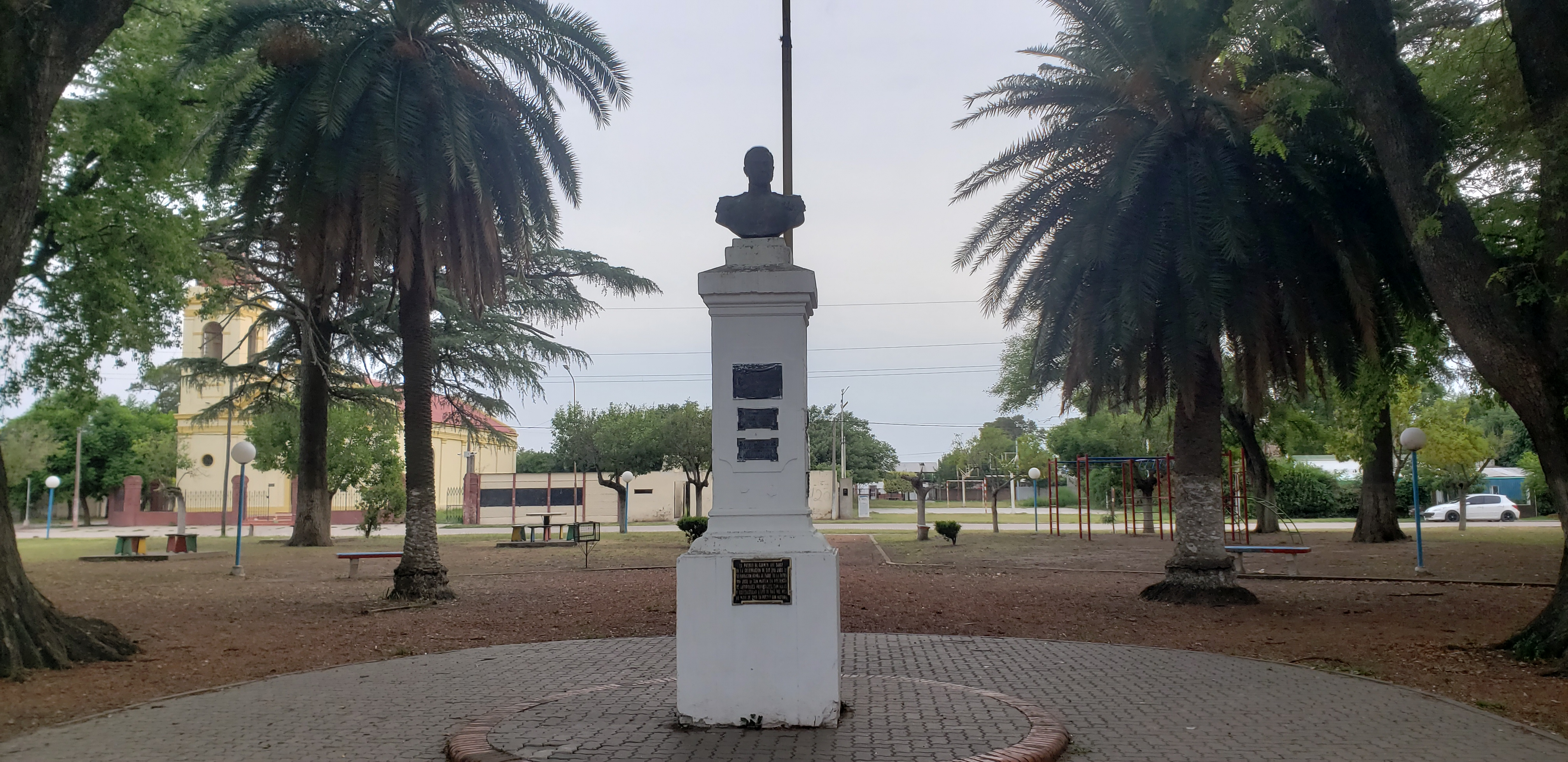
Busto del General José de San Martín en la plaza principal.

En 1824 se creó el fuerte de La Horqueta del Sauce, siendo un frecuente lugar de ataques indígenas por su ganado y aguadas. El trazado del pueblo se inició en 1864, cuando un grupo de vecinos solicitó permiso para la edificación de una capilla y un agrimensor delineó el pueblo en terrenos donados por Domingo Molina y Bernardo García. Al finalizar la guerra del Paraguay por medio de una ley se cedieron las tierras a oficiales y soldados, motivo por el cual la totalidad de sus pobladores eran criollos de Santa Fe y Santiago del Estero. En 1871 el Gobierno encarga un nuevo trazado, y al año siguiente se creó una escuela de niñas, se designó un juez de paz y surgió el primer consejo escolar. En 1875 fue denominada Carmen del Sauce, con motivo de la donación de una imagen de la Virgen del Carmen por Pedro Laflor, dueño de un servicio de mensajería entre Rosario y Melincué; Laflor realizó la donación como agradecimiento a la Virgen por el regreso a salvo de una hija y una sobrina secuestradas por un malón. El cementerio data de 1877. En 1887 era uno de los 3 centros poblados del departamento, junto a Rosario y Funes, y contaba con 466 habitantes, casi la misma población que en 2001. De esa época datan la arquitectura colonial, y entre otros servicios contaba con un hotel de dos plantas, estafeta postal, mensajería, farmacia y panadería a vapor.
La decadencia del pueblo llegó con el ferrocarril, propietarios de Carmen del Sauce se negaron a ceder tierras para la estación, motivo por el cual la estación se creó 2 km al oeste, en tierras de Amador Acebal para lo que sería el comienzo del pueblo de Acebal. En 1950 los colonos de Carmen del Sauce y Acebal se unieron para crear la Cooperativa Agropecuaria de ambas villas.

## Geografía

### Población
Cuenta con 1002 habitantes (Indec, 2022), lo que representa un ascenso frente a los 889 habitantes (Indec, 2010) del censo anterior.
| Gráfica de evolución demográfica de Carmen del Sauce entre 1991 y 2022                                                  |
| |
| Fuente: Censos nacionales del INDEC https://www.indec.gob.ar/ftp/cuadros/poblacion/c2022_santafe_gobierno_local_c1.xlsx |

### Clima
Su clima es húmedo y templado en la mayor parte del año. Se lo clasifica como clima templado pampeano, es decir que las cuatro estaciones están medianamente definidas.
Hay una temporada calurosa desde octubre a abril (de 18 °C a 36 °C) y una fría entre principios de junio  y la primera mitad de agosto (con mínimas en promedio de 5 °C y máximas promedio de 16 °C), oscilando las temperaturas promedio anuales entre los 10 °C (mínima), y los 23 °C (máxima). Llueve más en verano que en invierno, con un volumen de precipitaciones total de entre 800 y 1300 mm al año (según el hemiciclo climático: húmedo "1870 a 1920" y "1973 a 2020"; seco "1920" a 1973").
Casi no existen (de baja frecuencia) fenómenos climáticos extremos en Carmen del Sauce: vientos extremos, nieve, hidrometeoros severos. La nieve es un fenómeno excepcional; la última nevada fue en 2007, la penúltima en 1973; y la antepenúltima en 1918. El 9 de julio de 2007, nevó en la localidad.
Un riesgo factible son los tornados y tormentas severas, con un pico de frecuencia entre octubre y abril. Estos fenómenos se generan por los encuentros de una masa húmeda y cálida del norte del país y una fría y seca del sector sur argentino.
Humedad relativa promedio anual: 76 %

### Sismicidad
El último terremoto fue a las 3.20 UTC-3 del 5 de junio de 1888 (ver Terremoto del Río de la Plata en 1888). La región responde a las subfallas «del río Paraná», y «del río de la Plata», y a la falla de «Punta del Este», con sismicidad baja; y su última expresión se produjo hace 137 años, con una magnitud aproximadamente de 4,5 en la escala de Richter

## Turismo

### Iglesia Nuestra señora del Carmen
Construida en 1876, esta iglesia es considerada un monumento histórico. Con una planta de 26 metros de largo y paredes de 80 centímetros de espesor, alberga un altar de madera dorado a la hoja y es el lugar donde descansan los restos de la familia García. La fiesta patronal se celebra el 16 de julio, seguida de una procesión el domingo siguiente. 
La iglesia se encuentra en el corazón del pueblo y da misa cada domingo a la mañana.

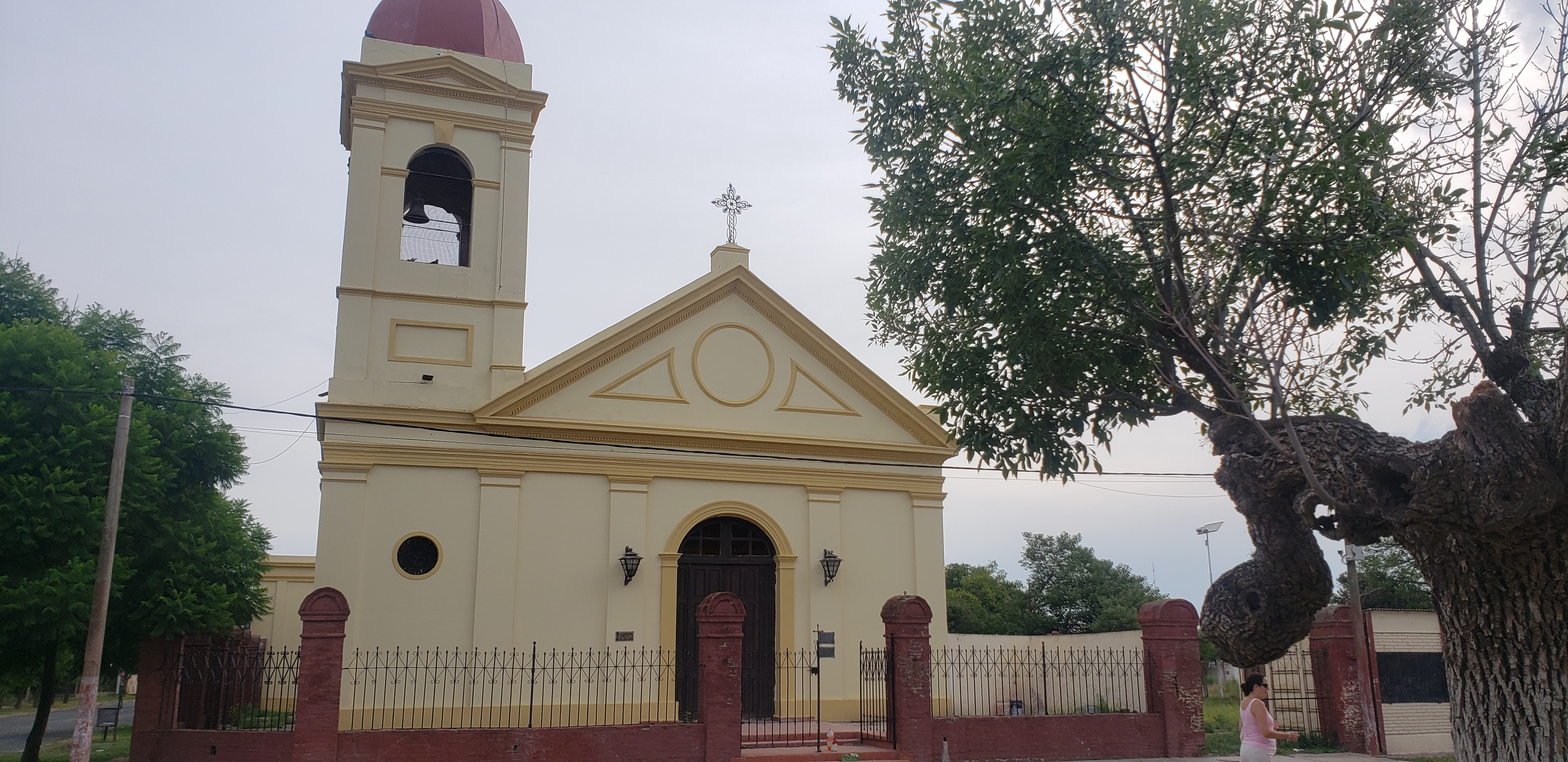
Vista frontal.

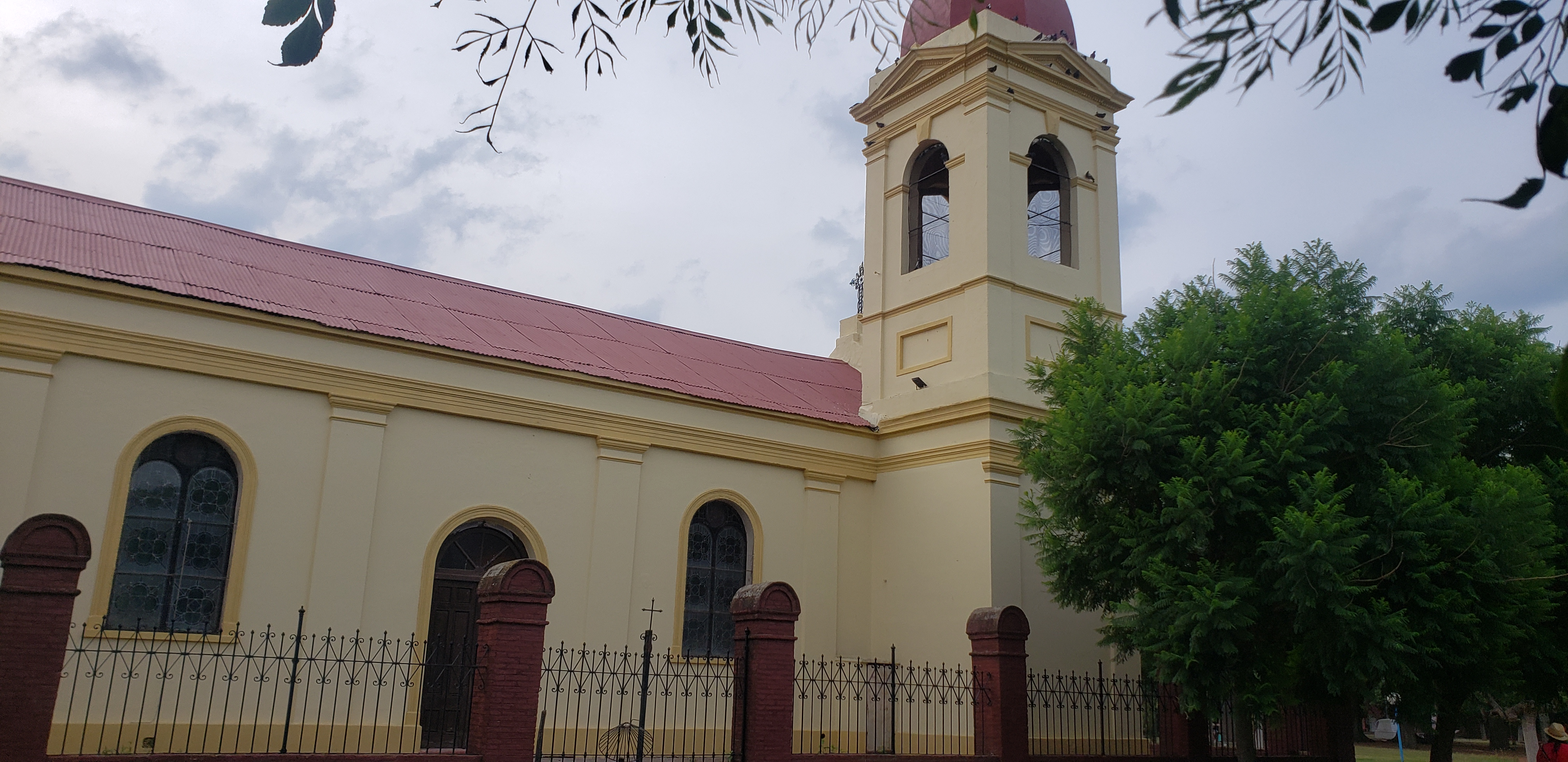
Vista lateral.

### Carnaval del Sauce
Durante la fecha de carnavales en Santa Fe, el pueblo festeja su carnaval tradicional, que consiste en comparsas y murgas muy convocantes. 

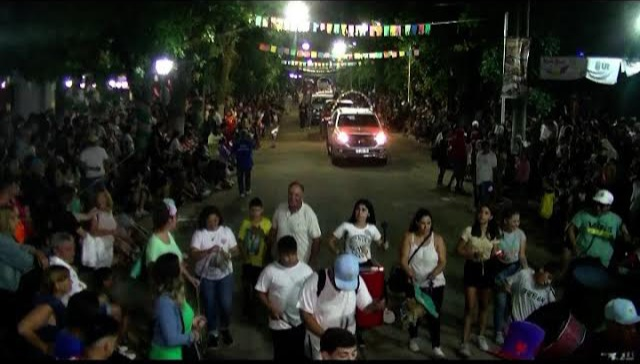
Carnaval en su apogeo.

### Peña Saucera
En una casa familiar se celebra regularmente "La Peña Saucera" una peña folclórica con música y comida. Esta organización cultural se dedica a la difusión de la música folclórica argentina y la historia regional. Organizan conmemoraciones históricas y diversas actividades culturales que buscan resaltar las tradiciones del sur santafesino. La entrada es paga. 

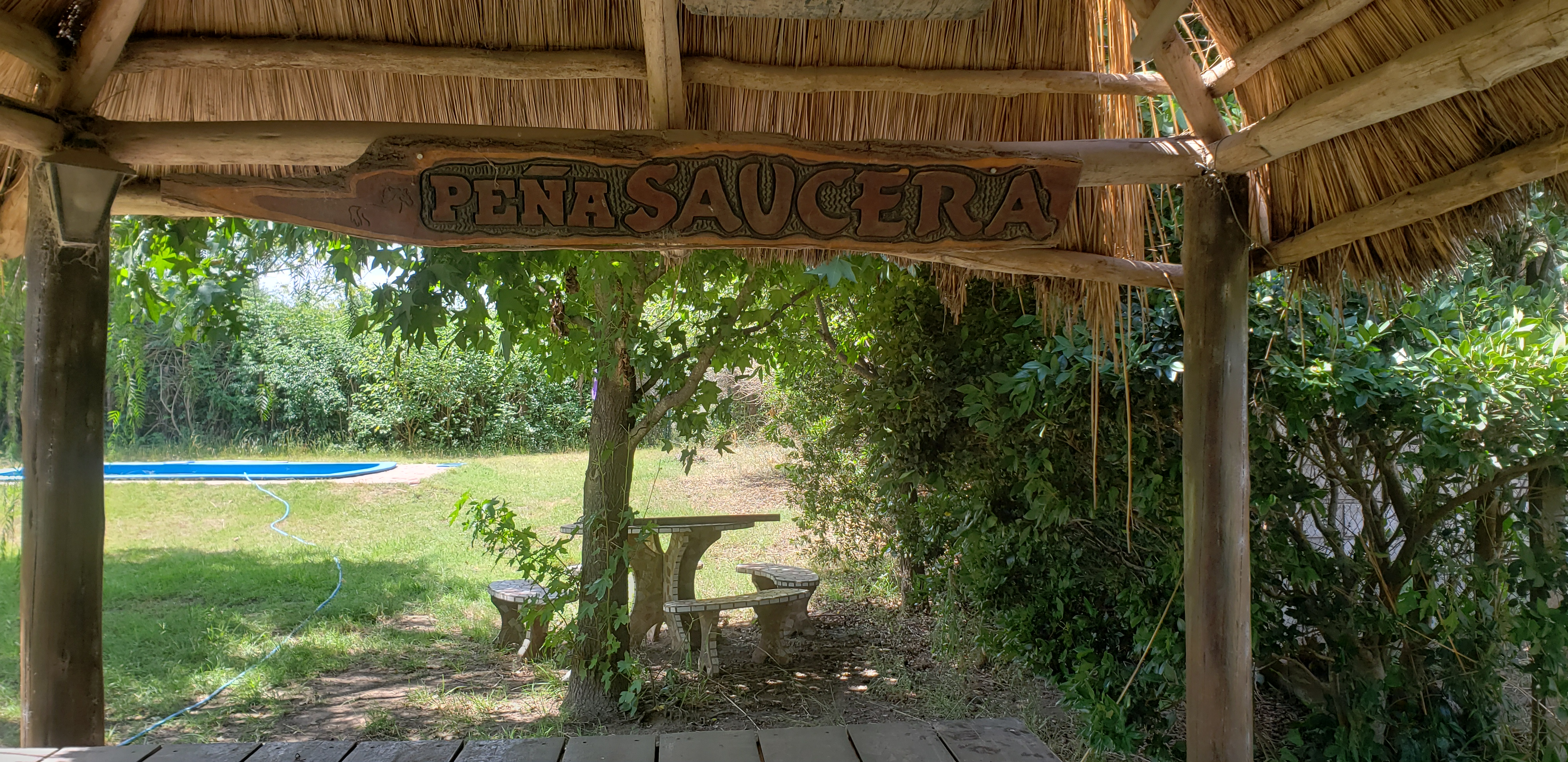
Cartel situado en la casa.

## Galería de imágenes del cementerio

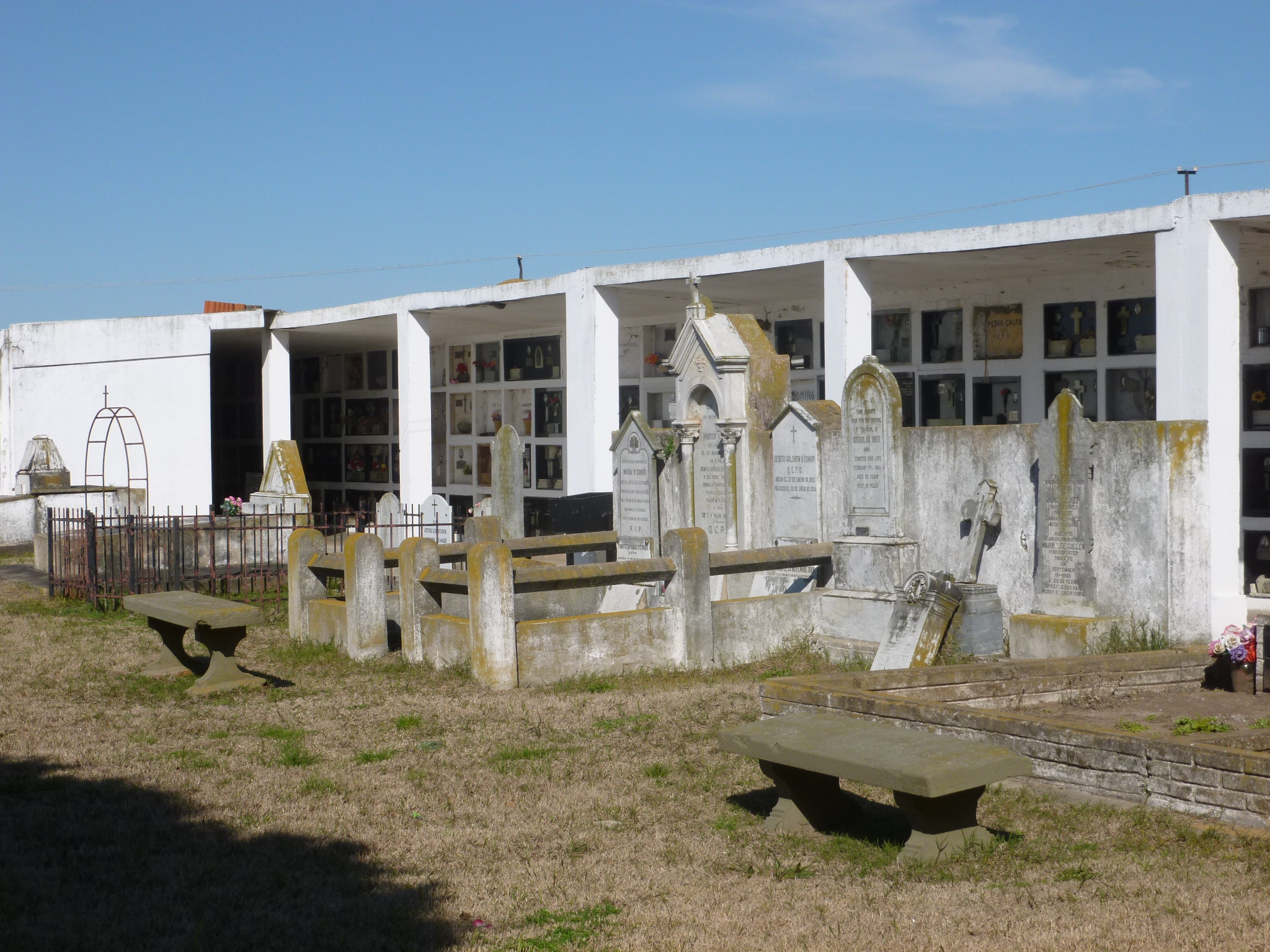
Vista del interior del Cementerio.
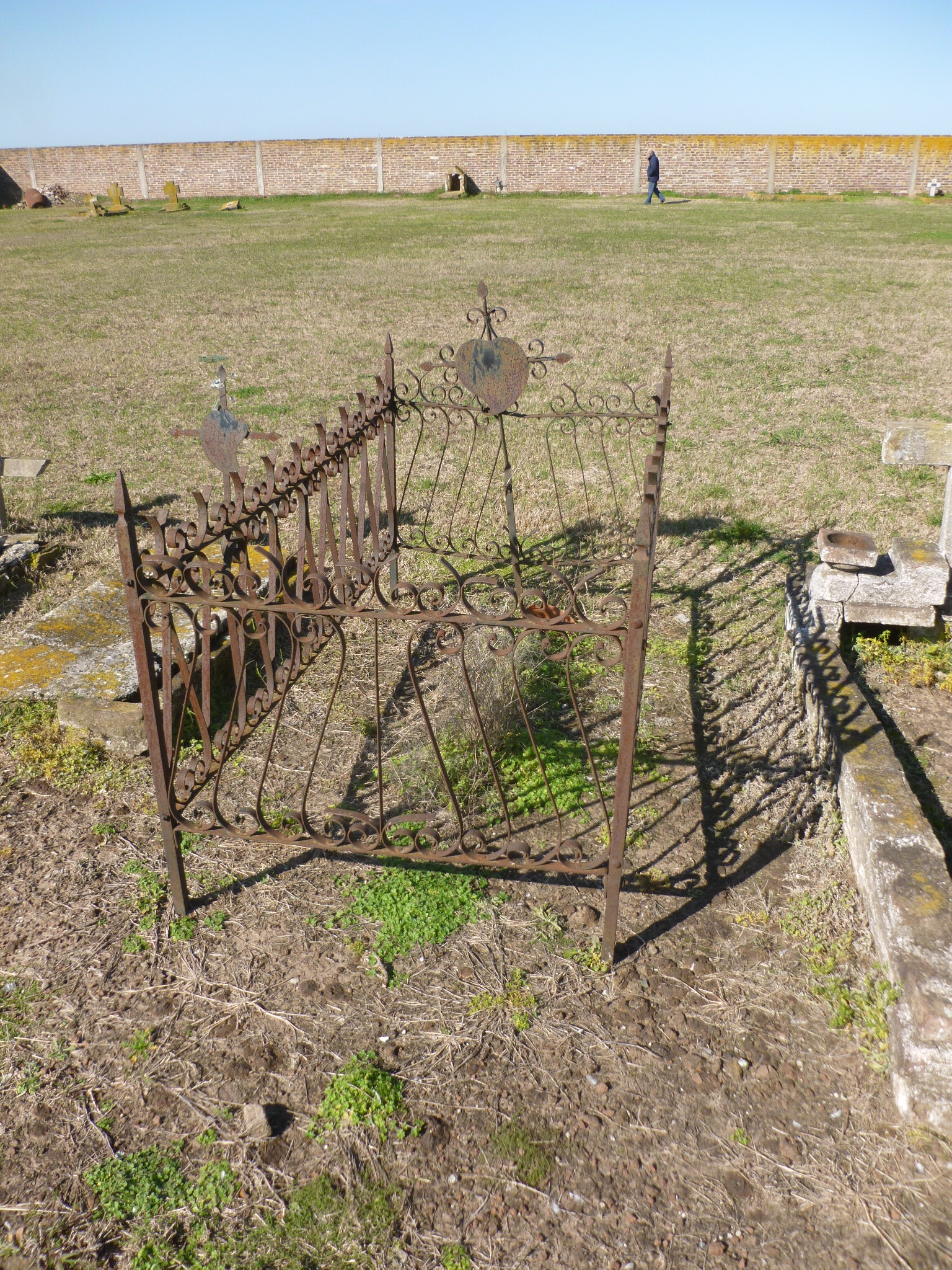
Verja de una tumba desconocida.
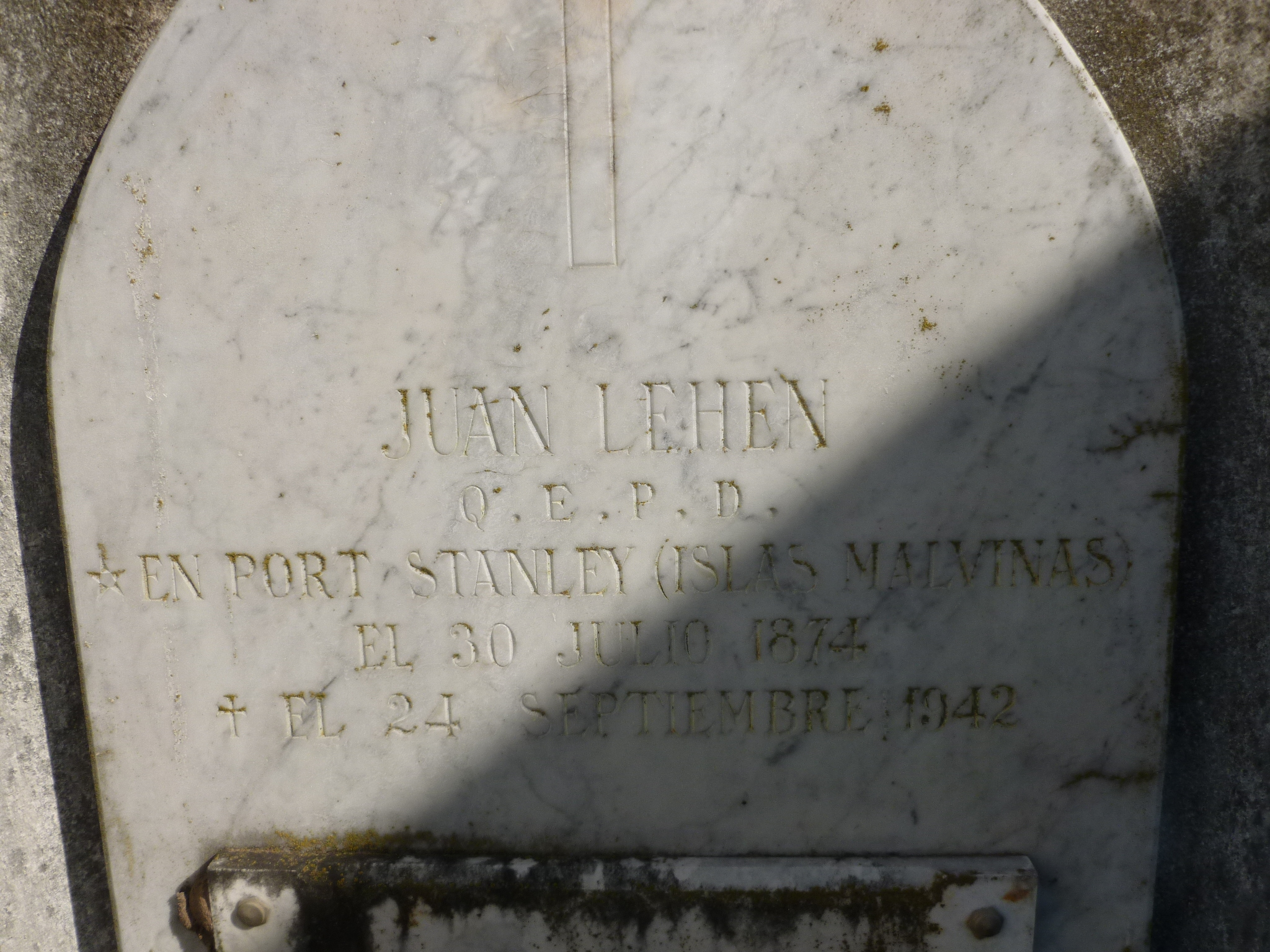
Detalle de una placa de un difunto nacido en las islas Malvinas.
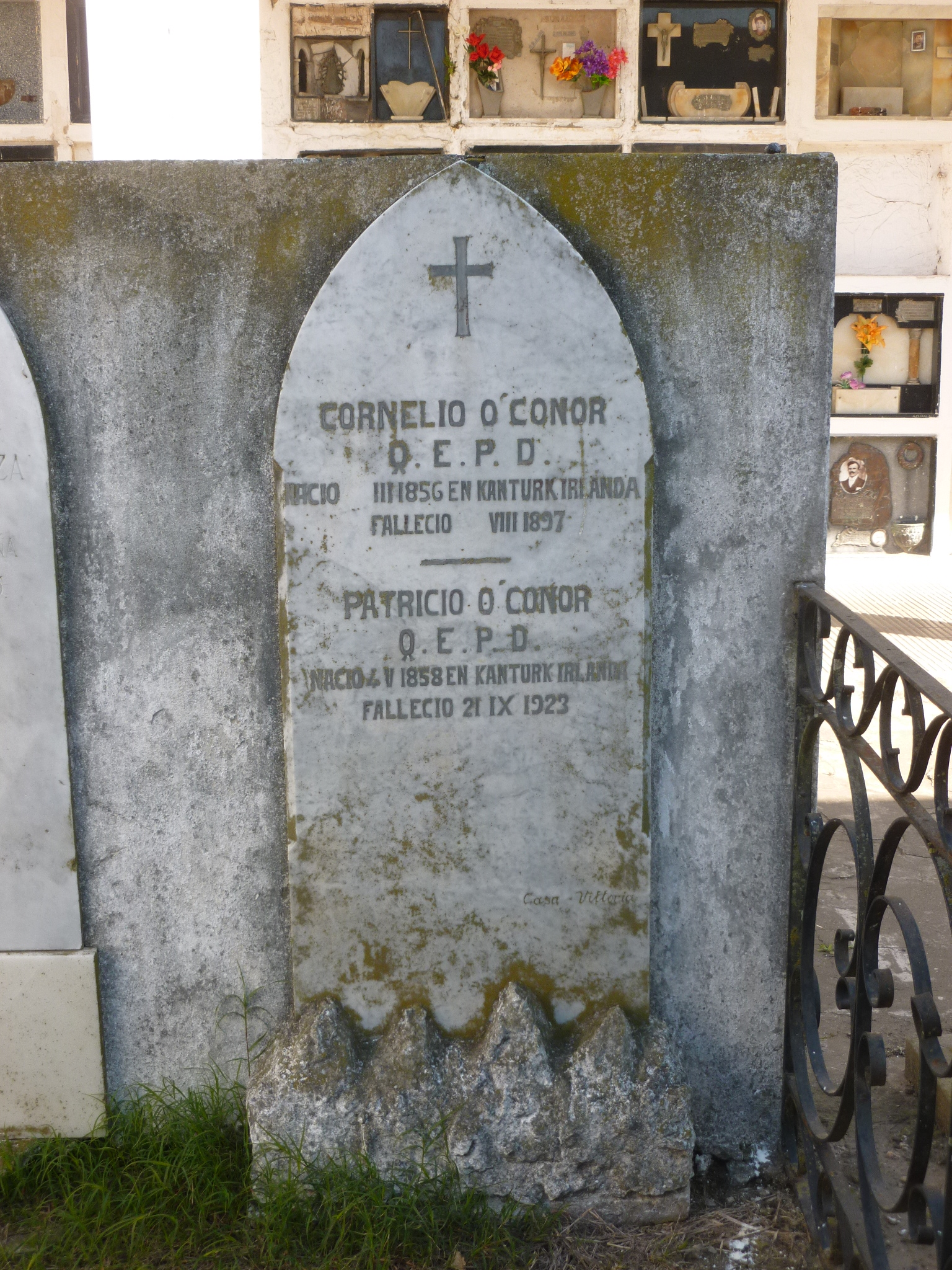
Lápida de Cornelio y Patricio O'Conor